# Adlibrispriset
Adlibrispriset är ett svenskt litteraturpris, instiftat 2019 av Adlibris. Nomineringarna görs av Adlibris och vinnarna utses via en omröstning som genomförs via Internet.
Adlibrispriset delades ut första gången 2020 för böcker publicerade under 2019. Priset 2019 delades ut i sju genrer: deckare, roman, barnbok, fakta, ungdom, kokbok och feelgood. 2020 utökades priset med kategorin debutant. Den tidigare kategorin barnbok delades upp i barnbok 0-6 år och barnbok 6-12.
2024 bytte två kategorier namn från Årets deckare till Årets spänningsroman samt Årets kokbok till Årets livsstilsbok för att täcka in fler typer av böcker inom dessa kategorier. 
År 2024 var det över 32 000 personer som röstade i priset.

## Pristagare 2019
Källa:
- Alex Schulman för Bränn alla mina brev
- Emelie Schepp för Broder Jakob
- Jenny Colgan för Tillbaka till den lilla ön i havet
- Michelle Obama för Min historia
- Zeina Mourtada för Zeinas green kitchen
- Colette van Luik och Anna Nordlund för Svenska hjältinnor
- TNKVRT TNKVRT för Var kommer du ifrån egentligen[4]

## Pristagare 2020
Källa:
- Delia Owens för Där kräftorna sjunger[7]
- Lars Kepler för Spegelmannen
- Jojo Moyes för Under Londons broar
- Björn Natthiko Lindeblad och Caroline Bankler och Navid Modiri för Jag kan ha fel och andra visdomar från mitt liv som buddhistmunk
- Zeina Mourtada för Veckans matsedel: middagsrecept från olika delar av världen
- Annika Norlin för Jag ser allt du gör
- David Sundin för Boken som inte ville bli läst
- Jenny Strömstedt för Barn som förändrat världen
- Lisa Bjärbo och Johanna Lindbäck och Sara Ohlsson för Fula tjejer[8]

## Pristagare 2021
Källa:
- Årets roman – Ann-Helén Laestadius för Stöld
- Årets deckare – Åsa Larsson för Fädernas missgärningar
- Årets fakta – Melinda Jacobs och Minna Tunberger för Hon hette Esmeralda
- Årets ungdomsbok – Elaf Ali för Vem har sagt något om kärlek?
- Årets barnbok 0–6 år – David Sundin för Boken som VERKLIGEN inte vill bli läst
- Årets barnbok 6–12 år – Elias Wåhlund och Agnes Wåhlund för Handbok för superhjältar. Utan hopp
- Årets kokbok – Tareq Taylor för Matresa
- Årets feelgood – Emma Hamberg för Je m’appelle Agneta
- Årets debut – André Catry för Honungsapan

## Pristagare 2022
Källa:
- Årets roman – Denise Rudberg för Den fjärde doktrinen
- Årets deckare – Lars Kepler för Spindeln
- Årets fackbok – Jeanette Höglund för Mer än bara Tunnelbanenettan
- Årets ungdomsbok –  Anders Hansen och Mats Wänblad för Depphjärnan för unga
- Årets barnbok 0-6 år – Asabea Britton och Louise Winblad för Hur blev jag till? Och hur kom jag ut?
- Årets barnbok 6-12 år – Martin Widmark för Maskeradmysteriet
- Årets kokbok – Vivi Wallin för En mammas överlevnadskokbok
- Årets feelgood – Hanna Blixt för Balkong med havsutsikt
- Årets debut – Lena Ljungdahl och Anna Jinghede för Någon måste dö

## Pristagare 2023
Källa: 
- Årets roman – Harry Whittaker och Lucinda Riley för Atlas, historien om Pa Salt
- Årets deckare –  Anders Nilsson för Slutet var bara början
- Årets facklitterära bok – David Haroun för Jag har testat allt
- Årets ungdomsbok – Linda Jones för De tar allt ifrån mig
- Årets barnbok 0–6 år – Linda Wenthe för Lilla Adelina mina första tecken
- Årets barnbok 6–12 år –  IJustWantToBeCool för Förrädaren, Skurkarnas skurk
- Årets kokbok – Clara Lidström för Underbara vinter
- Årets feelgood – Emma Hamberg för Au Revoir Agneta
- Årets debut – Andrev Walden för Jävla karlar

## Pristagare 2024
Källa: 
- Årets roman – Lisa Ridzén för Tranorna flyger söderut
- Årets spänningsroman – Katarina Wennstam för Död mans kvinna
- Årets facklitterära bok – Mattis Bergwall, Per Wallin och Fredrik Hagelin (Krigshistoriepodden) för Rysslands militära fuckups
- Årets ungdomsbok – Holly Jackson för En duktig flickas handbok i mord
- Årets barnbok 0–6 år – Jujja Wieslander för Mamma Mu blir ledsen
- Årets barnbok 6–12 år – Joanna André för Det spökar på äventyrsbadet
- Årets livsstilsbok – Jonas Parandian för Stillhet och rörelse
- Årets feelgood – Ana Huang för Twisted hate
- Årets debut – Lisa Ridzén för Tranorna flyger söderut